# الروضة (الإسماعيلية)
الروضة إحدى قرى مركز القنطرة غرب التابع لمحافظة الإسماعيلية بجمهورية مصر العربية.